# 130249 Markminer
130249 Markminer è un asteroide della fascia principale. Scoperto nel 2000, presenta un'orbita caratterizzata da un semiasse maggiore pari a 2,9986365 UA e da un'eccentricità di 0,2293798, inclinata di 13,12329° rispetto all'eclittica.